# Rúa Duque de Caxias
La Rúa Duque de Caxias es una calle importante de la ciudad de Porto Alegre, Brasil. Inicia en la rúa General Salustiano y termina en la Plaza Conde de Porto Alegre y en el Viaducto José Loureiro da Silva. La vía es una calle tradicional barrio de clase alta del centro histórico de la ciudad.
Edificios importantes como el Palacio Piratini, la Catedral Metropolitana de Porto Alegre, el Palacio Farroupilha, el palacete del Visconde de Pelotas (donde Dom Pedro II se hospedó cuando visitó Río Grande del Sur, conocido actualmente como el Solar dos Câmara y que alberga un centro cultural), el Museo Júlio de Castilhos, la antigua Junta de la Real Hacienda (único edificio de la época de fundación de Porto Alegre que permanece hasta hoy), la Catedral Metodista, el Colegio Sévigné, y la Casa Parreira Machado, sede de la Fundación de Economía y Estadística Siegfried Emanuel Heuser, se ubican en la ella.
Asimismo, en el cruce con la Avenida Borges de Medeiros se ubica el viaducto Otávio Rocha.

## Historia
La calle se desarrolló a lo largo de la parte más alta de la colina donde se fundó la antigua villa de Porto Alegre y tuvo en su historia varias denominaciones: Formosa, Direita da Igreja, da Igreja, da Praia, do Arsenal, São José, Alegre, do Hospital. Sin embargo, ninguno de esos nombres fue oficial. En 1820, en ella se ubicaban los tres principales edificios de la ciudad: el Palacio, la Iglesia y el Palacio de la Junta.
En 1843 se colocaron, por primera vez, placas indicativas de los nombres de las calles en la ciudad y el nombre de "rúa da Igreja" fue asignado a la calle. La denominación de "rúa Duque de Caxias" sólo fue adoptada hacia 1869 cuando los concejales nombraron una comisión para recolectar fondos para su pavimentación ya que se trataba de una calle importante frecuentada por los alumnos del liceo y de la escuela normal así como por las familias aristocráticas de la ciudad. 
A finales del siglo XIX, el ajardinamiento de tres plazas - Praça da Matriz, Praça Conde de Porto Alegre y la Praça General Osório – en tres puntos distintos de la calle ayudó a su embellecimiento. A partir de 1901, con la instalación de los tranvías se implantó la línea circular "Duque".